# イ・ヒョンス
イ・ヒョンス（이현수、19**年 - ）は、韓国のソフトテニス選手。左利き

## 来歴
達城郡庁所属　2007アジアソフトテニス選手権に開催国ワイルドカードを得てヤン・チンハンとのペアで個人戦ダブルスに出場。2回戦で篠原秀典・小林幸司、決勝では中堀成生・高川経生を破り優勝を果たす。その後長らく代表からは遠ざかったが2019年の世界選手権で復活、パク・キュチョルとのペアでダブルスで準優勝。2023年アジア競技大会韓国代表選抜を長年のパトーナーであるキム・ヒョンスと勝ち抜きアジア競技大会初出場。達城郡庁不動の3番としてアジアカップひろしま大会で度々来日あり。プレースタイルは後衛。

## 四大国際大会戦績
- 2019世界ソフトテニス選手権　　ダブルス準優勝　国別対抗団体戦準優勝
- 2008アジアソフトテニス選手権　　ダブルス優勝